# Radîjeve, Volodîmîreț
Radîjeve (în ucraineană Радижеве) este un sat în comuna Hînoci din raionul Volodîmîreț, regiunea Rivne, Ucraina.

## Demografie
Componența lingvistică a localității Radîjeve
     Ucraineană (100%)
Conform recensământului din 2001, toată populația localității Radîjeve era vorbitoare de ucraineană (100%).